# Lista de cursos de água do Distrito de Leiria
Esta é uma lista completa de cursos de água do Distrito de Leiria conforme o Instituto Geográfico do Exército Português.

## A
- Ribeira de Agodim
- Ribeira da Agria
- Barroca de Água
- Rio das Águas Belas
- Ribeiro de Albarrol
- Rio Alcaide
- Ribeira das Alcanadas
- Ribeiro dos Alcatruzes
- Rio Alcoa
- Rio Alcobaça
- Ribeira da Aldeia
- Ribeira de Alfeizerão
- Ribeira de Alge
- Ribeira de Almeida
- Rio de Alpedriz
- Ribeira de Alvorinha
- Ribeira da Amieira
- Ribeira dos Amieiros
- Ribeira de Amor
- Rio Anços
- Ribeira das Antas
- Rio das Antas (Leiria)
- Rio da Areia (Leiria)
- Ribeiro das Areias
- Rio Arnóia
- Rio Arunca
- Ribeira da Ansião
- Ribeira da Assanha
- Ribeiro de Avelar
- Ribeiro da Avenca
- Ribeiro da Azenha
- Rio das Azenhas
- Ribeira do Azimal

## B
- Ribeira do Babasco
- Rio Baça
- Ribeiro dos Bachareis
- Ribeira Bagulho
- Ribeira da Baiouca
- Ribeira do Bárrio
- Ribeira da Barroca
- Ribeiro do Barrocal
- Rio Bogota
- Ribeira de Bolêo
- Rio de Boubã
- Ribeira da Bouça
- Ribeira as Bouchaneiras
- Ribeiro de Braçal
- Ribeira Brejo de Água
- Covão do Burro

## C
- Ribeira da Cabaceira
- Ribeira de Cabaços
- Rio da Cal
- Ribeiro da Calçada
- Ribeira do Caldeirão
- Ribeira de Caldelas
- Ribeira da Calva
- Ribeira da Calvária
- Ribeiro da Canada
- Ribeira da Canavieira
- Ribeiro do Caniçal
- Ribeira de Canos
- Barranco dos Canteiros
- Ribeiro da Capoeira
- Ribeira Caranguejeira
- Ribeiro dos Cardiais
- Ribeira do Carmo
- Covão do Carneiro
- Ribeira de Carnide
- Ribeiro de Carpalhosa ou DA Carpalhosa
- Ribeira da Carrasqueira
- Ribeira da Carreira
- Ribeira do Carril
- Ribeiro dos Carvalhais
- Ribeira do Carvalhal (Leiria)
- Ribeira do Casal
- Ribeiro Casal do Cabrito
- Ribeira do Casalinho
- Ribeiro das Casas Velhas
- Rio da Castanheira
- Ribeira dos Castanheiros
- Ribeira das Castelhanas
- Ribeira de Cavalete
- Ribeira de Caválio Seco
- Ribeira do Cercal
- Ribeira da Charneca
- Rio de Chãos
- Ribeira de Chimpeles
- Ribeiro das Chitas
- Ribeira do Coentral Grande
- Rio da Corga
- Ribeira de Cortes
- Rio de Cós
- Ribeira Couto
- Covões (curso de água em Leiria)
- Ribeira dos Crespos
- Ribeiro de Cubo
- Ribeiro da Cumeeira

## D
- Ribeiro do Degolaço
- Ribeira da Delgada

## E
- Ribeiro das Eiras
- Ribeiro da Embra
- Ribeiro de Entre Águas
- Ribeira da Enxara
- Ribeiro da Escoura
- Fonte da Escusa
- Rio da Esperança
- Ribeiro de Espite
- Ribeira dos Estorninhos

## F
- Ribeira do Fagundo
- Rio da Fanadia
- Ribeiro de Fanhais
- Barranco do Ferraria
- Ribeira das Ferrarias
- Rio de Ferrel
- Covão dos Fetos
- Ribeira da Fontainha
- Ribeiro do Fontão
- Ribeiro de Fonte Cova
- Rio da Fonte Santa
- Ribeiro da Fórnea
- Ribeira dos Frades
- Ribeiro dos Frades
- Ribeira da Freixa
- Ribeira do Furadouro

## G
- Ribeiro da Garriapa
- Cova Grande
- Ribeira da Granja (Leiria)
- Ribeira da Guarda Nova

## I
- Rio da Igreja Velha
- Barroca do Isqueiro

## J
- Ribeiro Joaninho
- Regato do Juncal
- Rio da Junceira

## L
- Ribeira do Lagar
- Ribeiro de Lagares
- Ribeira dos Lagares
- Ribeiro do Lagar Velho
- Ribeira da Lagoa das Éguas
- Ribeira dos Lagos (Leiria)
- Rio da Lama
- Ribeiro do Lamarão
- Ribeiro das Lameiras
- Ribeira da Lapa (Leiria)
- Ribeira da Lavandeira
- Rio da Lavandeira
- Rio Lena (Portugal)
- Rio Lis
- Rio Liz
- Ribeiro do Lobete
- Ribeira da Lomba
- Ribeira da Loureira

## M
- Ribeira da Maceira
- Ribeiro da Madre
- Ribeira do Magro
- Ribeira do Marialva
- Barranco do Marques
- Ribeira da Mata
- Ribeira da Mata da Torre
- Ribeira da Mata de Cana
- Ribeira das Matas
- Ribeira das Matas Meirinhas
- Ribeiro da Mata Velha
- Ribeira dos Matos
- Ribeira de Mega
- Ribeira do Megas
- Rio do Meio (Leiria)
- Ribeiro da Melroinha
- Ribeira dos Mendes
- Ribeiro Mestre
- Ribeiro de Milagres
- Ribeira dos Milagres
- Ribeira do Mogo
- Ribeira da Moita
- Ribeiro do Moital
- Cova de Moura
- Ribeiro das Mozes
- Ribeira da Murta
- Ribeiro dos Murtórios

## N
- Rio Nabão
- Ribeira de Nasce Água
- Ribeira de Nodel

## O
- Ribeira das Olheiras
- Ribeira da Ortigosa
- Ribeira do Ourão
- Ribeiro Outeiro de Galegas

## P
- Ribeira de Pai Souso
- Ribeira do Palão
- Ribeiro do Palão
- Ribeira da Palhaqueira
- Ribeira da Palmeira
- Ribeiro da Palmeira
- Ribeira do Pau
- Ribeira do Paúl
- Rio de Pedralhos
- Ribeira das Pedreiras
- Ribeira da Pedrulheira
- Ribeiro do Penedo
- Ribeira Pequena
- Ribeira de Pera verificar se são duas
- Ribeiro do Pinheiro
- Ribeira do Pisco
- Rio dos Pisões
- Barranco das Poças
- Rio da Ponta do Jardim
- Ribeira da Pontinha
- Ribeira de Porto Espinho
- Ribeira do Porto Espinho
- Ribeira de Porto Longo
- Ribeiro da Póvoa
- Ribeiro da Prudência
- Ribeira de Pussos

## Q
- Ribeira das Quelhas

## R
- Ribeira do Rabaçal
- Cova da Rainha
- Ribeiro da Ramalheira
- Covão da Raposa
- Ribeira da Rapoula
- Ribeira dos Ratos
- Rio Real (Portugal)
- Rio dos Rebelos
- Rio Rial
- Rio da Ribeira (Leiria)
- Ribeira da Ribeirinha
- Barranco do Ribeiro
- Barroca do Ribeiro do Coito
- Cova do Rio
- Ribeiro do Rio Tinto
- Ribeiro da Roussa
- Ribeira dos Ruivos

## S
- Cova do Safredo
- Ribeira do Salgueiro (Leiria)
- Barroca do Salgueiro
- Ribeiro do Salgueiro
- Ribeiro de Sancho
- Ribeira do Sanguinhal (Leiria)
- Rio da Sanguinheira
- Ribeira de Santa Catarina (Leiria)
- Ribeiro de Santiais
- Ribeira de SantiAna
- Ribeira de Santo Aleixo
- Ribeira de Santo Amaro (Leiria)
- Rio de São Domingos
- Ribeira de São Domingos
- Ribeira de São Pedro
- Ribeiro de São Pedro
- Rio de São Vicente
- Ribeira da Sapateira
- Ribeiro dos Sapeiros
- Ribeiro da Sarzeda
- Rio Seco
- Ribeira de Segodim
- Ribeira de Seiça
- Ribeira das Serradas
- Ribeiro dos Sete Rios
- Ribeira do Singral
- Ribeira do Sirol
- Ribeira do Sobral Chão
- Rio da Sobreira
- Ribeira do Souto

## T
- Ribeiro da Tábua
- Rio das Tábuas
- Ribeiro das Tábuas
- Ribeira do Tecelão
- Cova do Tenchão
- Ribeira do Tordo
- Rio da Tornada
- Ribeiro do Travasso
- Ribeira do Tremelgo
- Ribeira das Trutas

## V
- Ribeiro da Valada
- Ribeiro de Valbom
- Ribeiro de Valdeira
- Cova do Vale
- Ribeiro do Vale
- Ribeira do Vale de Água
- Ribeira do Vale do Azinohos...
- Ribeiro do Vale de Barrocas
- Ribeira Vale de Freixo
- Ribeira do Vale do Homem
- Ribeira de Vale de Madeiros
- Ribeira do Vale da Mata
- Ribeira do Vale da Palha
- Ribeira Vale de Pato
- Ribeiro dos Vales
- Ribeira de Valmar
- Ribeira da Vara Longa
- Ribeira da Várzea verificar se são 3
- Ribeira das Várzeas
- Ribeira Velha verificar se são duas
- Rio Velho (Leiria)
- Ribeiro da Venda Nova
- Rio do Vergado
- Ribeira da Vestiária
- Ribeira de Vila Nova
- Ribeiro dos Vinagres
- Ribeiro da Vinha da Fonte
- Ribeira das Vinhas
- Ribeira de Vinhas de Pedro
- Ribeiro de Virtudes

## Z
- Rio Zêzere